# Albert Duchêne
Albert Duchêne est un footballeur français né le 3 juin 1940 à Aubevoye (Eure). Il a évolué comme gardien de but à Rouen, Metz et Reims. 

## Carrière de joueur
- 1961-1969 : FC Rouen
- 1969-1971 : FC Metz
- 1971-1973 : Stade de Reims [1]

## Statistiques
- 231 matchs en Division 1
- 35 matchs en Division 2
- 2 matchs en Coupe des villes de foires